# 毛里齐娅·卡恰托里
毛里齐娅·卡恰托里（義大利語：Maurizia Cacciatori，1973年4月6日—），意大利前女子排球运动员。她曾代表意大利国家队参加2000年夏季奥林匹克运动会排球比赛，结果队伍获得第九名。